# نادي بيشمركة السليمانية
نادي بيشمركة السليمانية الرياضي (الكردية: یانه‌ی وه‌رزشی پێشمه‌رگه‌ی سلێمانی) هو نادي رياضي مقره السليمانية، في كردستان العراق. يلعب حاليًا في الدوري الكردستاني الممتاز ودوري الدرجة الأولى.

## التاريخ
تأسس النادي عام 1999، ولعب في الدوري الممتاز، ودوري الدرجة الأولى.

### الدرجة الأولى
لعب فريق البيشمركة في دوري الدرجة الأولى العراقي موسم 2009-10، وتمكن من تصدر مجموعته وصعد إلى الدوري الممتاز، ولعب المباراة النهائية لتحديد بطل دوري الدرجة الأولى، وتمكن نادي البشمركة من الفوز على نادي الجيش بنتيجة (3-0) على ملعب الكرخ ببغداد،والفوز بالبطولة.

### الدوري الممتاز
لعب النادي في الدوري الممتاز لأول مرة في موسم 2010-11، ضمن المجموعة الشمالية، لكن لم يكن أداء الفريق جيدًا بما يكفي، ورغم تغيير المدرب، استمر الفريق في خسارة مبارياته، وهبط إلى دوري الدرجة الأولى.

## الإنجازات
الدرجة الأولى
- الفائز (1): 2009-10